# Ulm
Ulm egyetemváros Németországban, Baden-Württemberg tartományban.

## Fekvése
A Sváb-Alb délkeleti peremén, Bajorország határán fekszik, a Duna partján. 120 ezer lakójával Németország egyik legkisebb nagyvárosának számít. A Duna jobb oldalán fekszik Ulm ikervárosa, Neu-Ulm, amellyel együtt mintegy 170 ezer lakója van.

## Éghajlata
| Hónap                                     | Jan.  | Feb.  | Már.  | Ápr. | Máj. | Jún. | Júl. | Aug. | Szep. | Okt. | Nov. | Dec.  | Év    |
| ----------------------------------------- | ----- | ----- | ----- | ---- | ---- | ---- | ---- | ---- | ----- | ---- | ---- | ----- | ----- |
| Rekord max. hőmérséklet (°C)              | 15,4  | 18,0  | 22,0  | 25,4 | 29,6 | 33,7 | 35,4 | 35,3 | 29,4  | 24,9 | 19,6 | 14,6  | 35,4  |
| Átlagos max. hőmérséklet (°C)             | 1,9   | 3,8   | 8,9   | 13,7 | 18,2 | 21,4 | 23,3 | 23,2 | 18,2  | 12,5 | 6,1  | 2,3   | 12,8  |
| Átlagos min. hőmérséklet (°C)             | −3,0  | −2,8  | 0,6   | 4,1  | 8,2  | 11,4 | 13,2 | 12,9 | 9,2   | 5,3  | 1,0  | −2,2  | 4,9   |
| Rekord min. hőmérséklet (°C)              | −20,1 | −16,7 | −12,5 | −8,2 | −2,8 | 2,9  | 4,6  | 5,2  | −0,5  | −3,0 | −9,4 | −18,2 | −20,1 |
| Átl. csapadékmennyiség (mm)               | 43    | 35    | 48    | 46   | 81   | 83   | 89   | 85   | 58    | 58   | 51   | 58    | 733   |
| Havi napsütéses órák száma                | 55    | 84    | 135   | 176  | 209  | 221  | 234  | 219  | 151   | 94   | 47   | 44    | 1668  |
| Forrás: World Meteorological Organization |       |       |       |      |      |      |      |      |       |      |      |       |       |

## Története

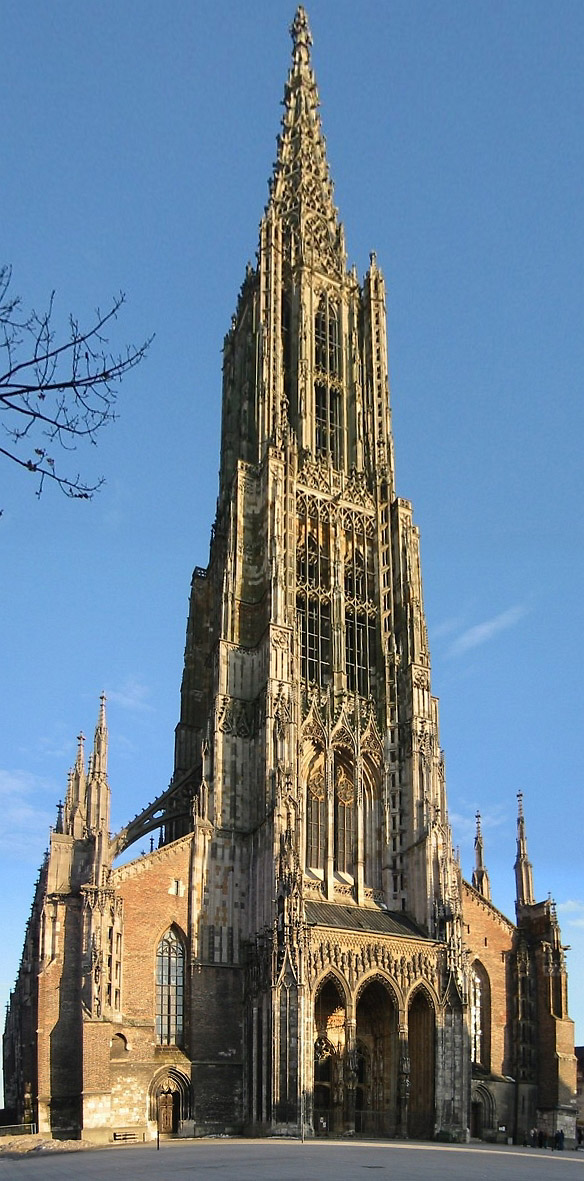
Az ulmi nagytemplom

A város területe már az újkőkorszakban is lakott volt. Alemann település létét a főpályaudvar közelében feltárt nagy temető is bizonyítja. Ulm első említése 854-ből származik, Ulmot ekkor „Karoling palotá”-nak nevezték. A Salierek 1024-1125 közötti és a Stauferek 1138-1268 közötti uralkodása alatt sok, a sváb hercegség és a német birodalom történetét befolyásoló döntés született. Barbarossa Frigyes emelte városi rangra 1164-ben.
1347-től Ulm városát patríciusok és céhek kormányozták. Alkotmányát, mely egyike a legrégibb írásos városalkotmányoknak, 1397-ben a „Nagy eskülevél”-ben szabályozták. Július utolsó hétfőjén máig ennek az eseménynek az emlékét ünneplik meg Eskü hétfője néven. A várost messze földön ismerték mesterdalnokairól; ezek iskolája és egylete egészen 1839-ig működött.
Az ulmi nagytemplom alapkövét 1377-ben rakták le, az épületet a város nagysága és gazdagsága szimbólumának szánták. A székesegyház építésében neves művészek vettek részt, akik a késő gótika egy sváb fajtáját, az „ulmi művészet”-et hozták létre. A székesegyház német építőmesterein (a Parler család három tagja, Ulrich és Matthäus Ensingen, Matthäus Böblinger, Burkhart Engelberg) kívül megemlíthető még az 1425-1491 között élt Hans Multscher szobrász és fametsző és az 1480-1518 között élő Bartolomäus Zeitblom festő mint a kor Ulmban alkotó nagy művészei. A 15. és 16. század volt Ulm egyik aranykora, a városban előállított kiváló minőségű textilek gazdaggá tették a települést, és ez a helyi művészeti életet is fellendítette. A város területe földvásárlások által majd négyszeresére nőtt, végül Németország második legnagyobb birodalmi városává fejlődött. 1530-ban Ulm is elkötelezte magát a reformáció mellett. Ekkor sok templomot és kápolnát is lebontottak.
A 17-18. században Ulm mint fontos erődítmény sokat szenvedett az állandó háborús események során, különösen a harmincéves háborúban és a spanyol örökösödési háborúban. A 17. századtól Ulm vált a legtöbb sváb kivándorló központi gyülekezőhelyévé, akik a Habsburg Birodalom délkelet-európai és az Orosz Birodalom dél-oroszországi, újonnan meghódított területeire indultak. Az első, 17–18. századi kivándorlási hullám fő célpontjai a Magyar Királyság törököktől visszafoglalt területei voltak, ekkor alakultak ki a dunai sváb és magyarországi német népcsoportok.
1803-ban teljes eladósodása miatt elvesztette a „szabad birodalmi város” kiváltságokat. I. Napóleon az ulmi csatában legyőzte az osztrák csapatokat 1805-ben. A napóleoni háborúk után 1810-ben, miután a város átpártolt a Württemberg hercegséghez, lebontották a régi városkapukat is, és csak 1842-1867 között építettek új erődítményeket.
A lakosság száma a második világháború előtti években elérte a 100 ezret. A háború folyamán a bombázások elpusztították a városközpont 80%-át. 1944. október 18-án itt tartották Erwin Rommel állami temetési ünnepségét. Az újjáépítés folyamán igyekeztek a belváros történelmi képét megtartani.

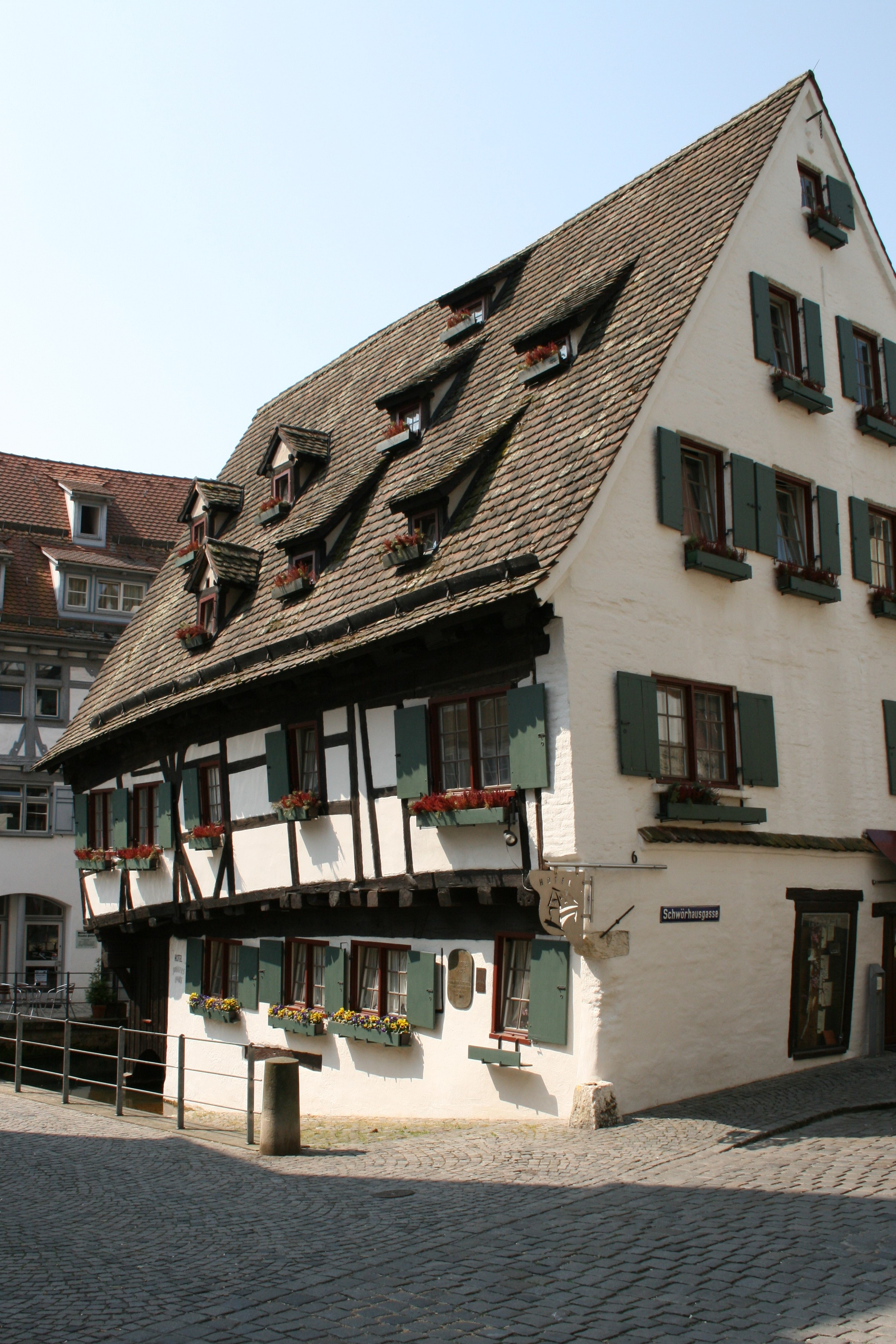
Schiefes Haus (Görbe ház)

## Önkormányzat és közigazgatás

### Polgármesterek listája
- 1819–1844: Christoph Leonhard Wohlbach
- 1845–1863: Julius Schuster
- 1863–1890: Karl Heim
- 1891–1919: Heinrich Wagner
- 1919–1933: Dr. Emil Schwamberger
- 1933–1945: Friedrich Foerster
- 1945 (április–május): Hermann Frank
- 1945 (május–június): Karl Eychmüller
- 1945–1948: Robert Scholl
- 1948–1972: Prof. Dr. Theodor Pfizer
- 1972–1984: Dr. Hans Lorenser
- 1984–1992: Ernst Ludwig
- 1992–2016: Ivo Gönner
- 2016-tól : Gunter Czisch

## Népesség
| Lakosok száma | 14 225 | 97 721 | 98 499 | 100 671 | 103 494 | 115 123 | 118 347 | 121 434 | 120 714 | 129 942 |
|               | 1808   | 1967   | 1974   | 1980    | 1987    | 1994    | 2001    | 2007    | 2014    | 2023    |

## Gazdaság
- DaimlerChrysler Daimler Chrysler Research Center
- Daimler-Benz Aerospace
- Evobus GmbH
- Ratiopharm
- Nokia Product Creation Center
- Siemens AG
- Atmel
- Intel
- AEG
- Iveco Magirus
- Gardena (gardening tools)
- EADS
- Wieland-Werke AG
- Müller
- Airbus Defence and Space

## Közlekedés
Ulm közelében találkozik az észak–déli A7-es és a nyugat–keleti A8-as autópálya.
Főpályaudvarát, Ulm Hauptbahnhofot érinti többek között a Magistrale for Europe részét képező Filstalbahn (Filstalbahn) és Ulm–Augsburg-vasútvonal. Építés alatt áll a Wendlingen–Ulm nagysebességű vasútvonal.
A várost érinti az EuroVelo 6: Atlantic – Black Sea és a vele együtt haladó Duna menti kerékpárút.

## Kultúra

### Média
Újságok:
- Südwest Presse
- Neu-Ulmer Zeitung
- Schwäbische Zeitung

Rádióadók:
- SWR
- Radio 7
- Donau 3 FM
- Radio freeFM

Televíziók:
- Regio TV Schwaben

## Nevezetességei
Az Ulmi nagytemplom tornya 161,53 m magasságával a világ legmagasabb templomtornya; 1890-től 11 évig a világ legmagasabb épületének számított. Mellette puritán szépségű, építése idején többek által kritizált, ultramodern városháza áll.
A városban található az egyik leggazdagabb gyűjteménnyel rendelkező Kenyér Múzeum.

## Nevezetes személyek
- Itt élt Johannes Kepler (1571–1630) csillagász
- Itt élt Martin Zeiller (1589-1661) protestáns német topográfus, barokk polihisztor
- Itt született Thomas Abbt (1738–1766) író
- Itt született Johann Martin Miller (1750–1814) teológus, költő
- Itt született Fjodor Andrejevics Rau (1868—1957) orosz-szovjet gyógypedagógus
- Itt született Albert Einstein (1879–1955) Nobel-díjas fizikus
- Itt éltek Hans Scholl (1918–1943) és Sophie Scholl (1921–1943) ellenállók
- Itt született Uli Hoeneß (1952) labdarúgó, klubelnök

A város közelében született Erwin Rommel és Claus Schenk von Stauffenberg.